# La stazione di Seregno
La stazione di Seregno è un dipinto di Domenico De Bernardi. Eseguito nel 1926, appartiene alle collezioni d'arte della Fondazione Cariplo.

## Descrizione
Si tratta di un paesaggio urbano tipico della prima fase dell'attività del pittore, ancora legata ad un classico naturalismo lombardo di matrice ottocentesca.